# Giovanni Boldini
Giovanni Boldini (31. prosince 1842 – 11. července 1931) byl italský ve Francii působící žánrový malíř a portrétista.
Narodil se ve Ferraře, studoval malířství ve Florencii, od roku 1872 žil v Paříži, kde i zemřel. Na konci 19. století byl nejpopulárnějším portrétistou Paříže a zanechal řadu portrétů významných osobností té doby, malovaných temperamentním stylem ovlivněným impresionismem.

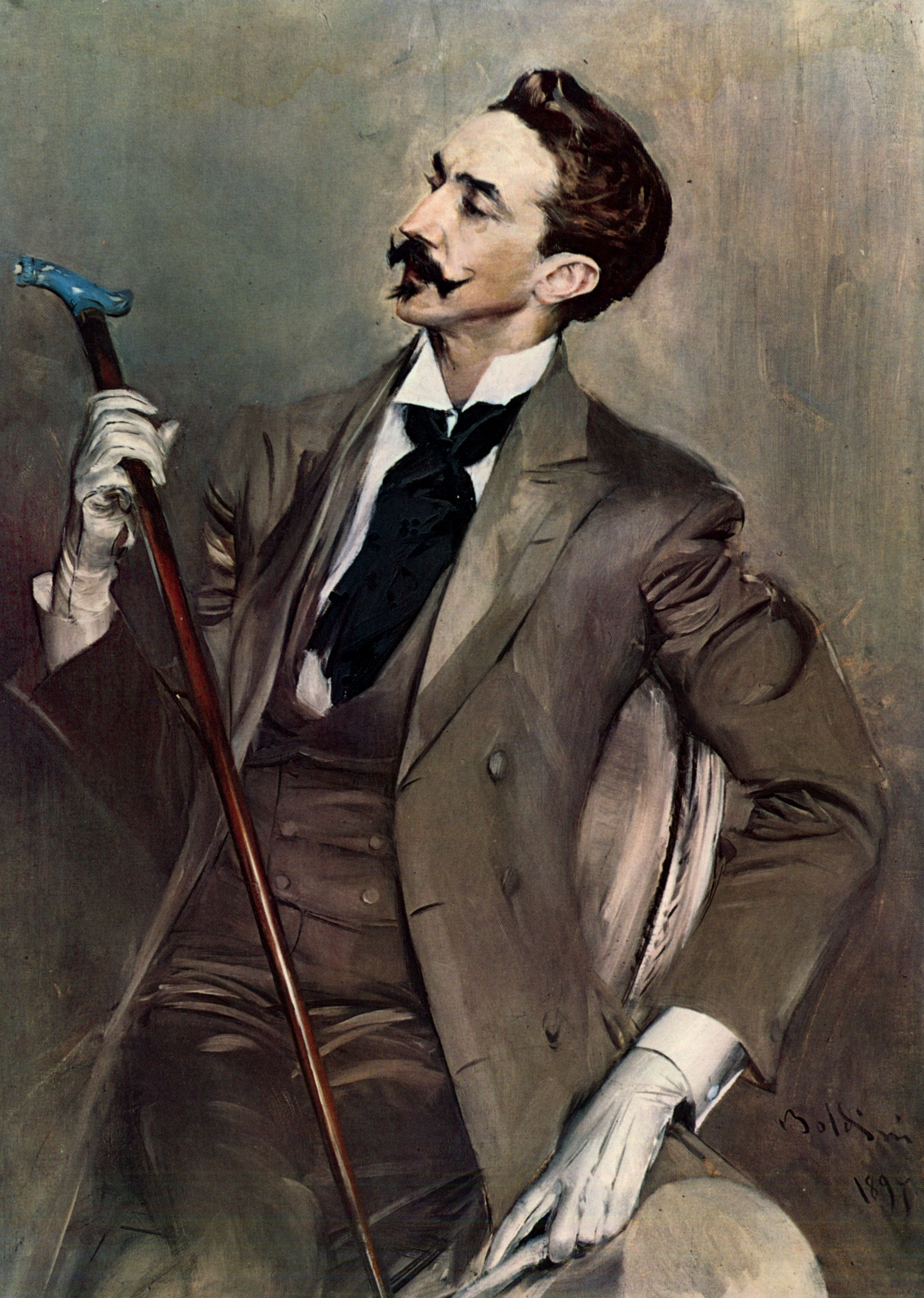
Portrét dandyho Roberta de Montesquiou